# Herzogtum Archipelagos

Das Herzogtum Archipelagos, 1450

Das venezianische Herzogtum Archipelagos (Egeon Pelagos, auch Herzogtum Naxos genannt) war ein Inselstaat in der Ägäis, der nach dem Vierten Kreuzzug entstand.

## Vorgeschichte und Gründung
Die italienischen Stadtstaaten, vor allem Genua, Pisa und Venedig, hatten schon lange vor dem Vierten Kreuzzug Interessen in der Ägäis. Es gab italienische Handelskolonien in Konstantinopel mit erheblichem Einfluss auf die byzantinische Innenpolitik, italienische Piraten überfielen häufig Niederlassungen an den Küsten. Nach dem Zusammenbruch Konstantinopels im Jahr 1204, bei dem Venedig eine herausragende Rolle spielte, konnte die Lagunenstadt ihre Politik in der Ägäis rücksichtslos durchsetzen.
Das Herzogtum Archipelagos wurde 1207 von Marco Sanudo geschaffen, einem Teilnehmer des Kreuzzugs und Neffen des früheren Dogen Enrico Dandolo, der eine venezianische Flotte nach Konstantinopel geführt hatte. Der zugehörige Feldzug war ein Unternehmen, das nicht mit Heinrich von Flandern, dem Herrscher des Lateinischen Kaiserreichs, abgestimmt war. Sanudo wurde von Marino Dandolo sowie von Andrea und Geremia Ghisi begleitet, aber auch von Ravano dalle Carceri, dem Herrn von Euböa, und Philocalo Navigaioso, dem Herrn von Lemnos.
Mit acht von der venezianischen Flotte ausgeliehenen Galeeren fuhr er in den Hafen von Potamidides im Südwesten von Naxos ein und begann mit der Eroberung der Insel. Die orthodoxen Naxioten ergaben sich nicht ohne Gegenwehr: im Landesinneren hielten sie die Festung Apalyros, die sich erst nach mehrwöchiger Belagerung ergab, trotz der Unterstützung durch Genua, das sich durch die Piratenaktionen der Venezianer vom Ägäishandel ausgeschlossen sah.

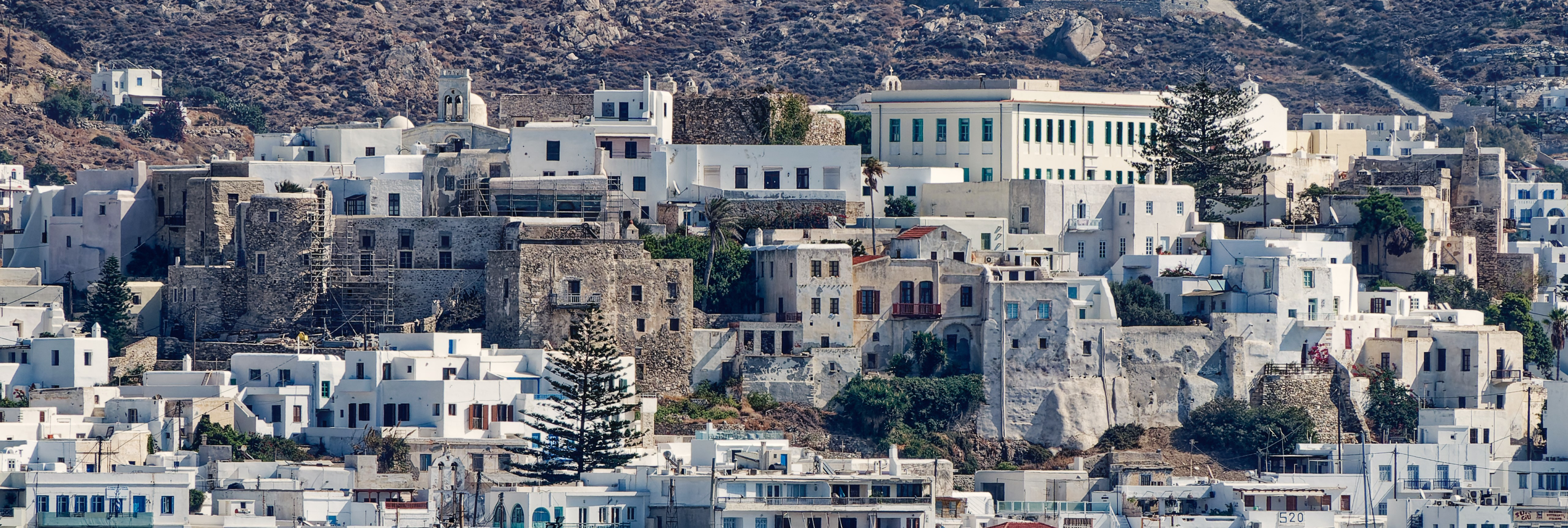
Die Burganlage von Naxos

Mit Naxos in seiner Hand, wo er sich zum Herzog ernannte, eroberte Sanudo 1210 Milos und den Rest der Kykladen. Er ließ auf dem antiken Stadthügel von Naxos eine starke, zwölftürmige Festung errichten, die den Herzogspalast sowie die Stadthäuser seiner Lehnsmänner umfasste. Die Inseln teilte er in 56 Provinzen auf, die er als feudale Lehen unter den Anführern seiner Männer verteilte. Diese hatten sich ihm zumeist in Erwartung auf derartige Belohnungen angeschlossen und bislang ihre Kosten selbst getragen. Seine Begleiter Carceri und Navigaioso hatten ihre Inseln von Heinrich von Flandern erhalten und waren rechtlich gesehen direkte Vasallen des Lateinischen Kaiserreichs; auch Sanudo bevorzugte Heinrichs Oberhoheit eher als ein Untertan seiner Heimat Venedig zu bleiben und erhielt Naxos und die übrigen Inseln der Kykladen 1210 als erbliches Lehensherzogtum vom lateinischen Titularkaiser Ostroms zugesprochen. Naxos wurde Sitz des Herzogtums.
Der Eroberer selbst regierte 20 Jahre lang (1207–1227) als Herzog Marcos I., umgeben von lateinischen seigneurs auf mehr als zwei Dutzend Inseln, von denen einige dem Herzog den Treueid leisteten, andere direkt dem Kaiser in Konstantinopel. Sanudos persönlicher Besitz waren die Inseln Paros, Antiparos, Milos, Sifnos, Kythnos, Ios, Amorgos, Kimolos, Sikinos, Syros und Folegandros. Andere Inseln waren im Besitz von Dandolo (Andros), Ghisi (Tinos, Mykonos, Skyros, Skopelos, Serifos, Chios), Jacopo Barozzi (Thira), Leonardo Foscolo (Anafi), Marco Venier (Kythira) oder Jacopo Viaro (Andikythira).

## Verwaltung und Wirtschaft
Auf den Inseln – ebenso wie auf dem Festland – brachte die Einführung des lateinischen Feudalismus wenig Störung in das eingefahrene System der griechischen Inselbewohner, die mit dem verwandten byzantinischen Pronoia-System vertraut waren. In den meisten Fällen lebten die Griechen relativ friedlich unter der venezianischen Herrschaft, zumal die Venezianer in den Städten wohnten, die Einheimischen eher auf dem Land. Die Venezianer brachten den Katholizismus auf die Inseln, was aber aufgrund ihrer geringen Zahl und ihrer häufigen Abwesenheit ohne Wirkung auf die Griechen blieb. Wesentlicher für die Italiener war die Kontrolle des Handels mit den größeren Inseln und dem kleinasiatischen Festland, die sich nun ergab, obwohl die Inseln weiterhin zum Lateinischen Kaiserreich und später zum wiederhergestellten Byzantinischen Reich gehörten, bis der Aufstieg des Osmanischen Reichs im 14. Jahrhundert dem ein Ende machte. Neben der Sicherheit auf den Handelsrouten lieferten die neuen Herren Korund und Marmor nach Venedig, beides von Naxos stammend. Einige der lateinischen Feudalrechte überlebten auf Naxos und auch auf anderen Inseln, bis sie 1720 durch die Osmanen abgeschafft wurden.
Größere Bedeutung hatte die zwangsweise Einführung des Lateinischen Christentums. Die orthodoxen Bischöfe wurden abgesetzt und in allen bedeutenden Kirchen lateinische Altäre errichtet.

## Spätere Geschichte
Die Annalen des Herzogtums sind mit den Namen Sanudo, Dandolo, Ghisi, Crispo, Sommaripa, Venier, Quirini, Barozzi und Gozzadini gefüllt. 21 Herzöge aus zwei Dynastien regierten den Archipel, nacheinander als Vasallen der Lateinischen Kaiser in Konstantinopel, der Dynastie Villehardouin aus dem Fürstentum Achaia, des Hauses Anjou aus dem Königreich Neapel und ab 1418 schließlich der Serenissima. 1236 wurde das Herzogtum nominell Wilhelm von Villehardouin gegeben, dem späteren Wilhelm II. von Achaia. Gegen Ende des 13. Jahrhunderts wurden viele der Inseln mit Ausnahme von Naxos und Paros von den Byzantinern zurückerobert. 1317 plünderte die Katalanische Kompanie die Reste des Herzogtums, 1383 wurden die Sanudos durch einen Aufstand der Crispos gestürzt. Unter den Crispos schließlich verfielen soziale Ordnung und Landwirtschaft, während die Piraterie aufblühte.

## Zusammenbruch und osmanische Eroberung
Bevor der letzte christliche Herzog, Jacopo IV. Crispo, 1566 von Sultan Selim II. abgesetzt wurde, war er ihm bereits tributpflichtig. Sein Nachfolger, vom Sultan eingesetzt, war der portugiesische Marrane Joseph Nasi, der von 1566 bis 1579 der letzte Herzog überhaupt war, und der seine Ernennung der Annahme verdankte, dass ein auswärtiger Jude keine Unterstützung der orthodoxen Griechen gewinnen und damit eine unabhängige Herrschaft errichten könne. Joseph Nasi war der Neffe Donna Gracia Nasis und mit ihrer Tochter Dona Reyna verheiratet. Nach Josephs Tod 1579 enteignete der Sultan die Witwe weitgehend, bis auf 90.000 Dinare, die in ihrem Ketubba (Ehevertrag) festgeschrieben worden waren. Mit dieser Erbschaft gründete Dona Reyna eine Zeitung in hebräischer Sprache, erst in ihrem Palast Belvedere am Bosporus, später in einem Vorort Konstantinopels.
Aber auch jetzt war die christliche Herrschaft auf dem Archipel noch nicht völlig beendet, da die Bologneser Familie Gozzadini als Herren von Siphnos und anderen kleinen Inseln wie Sikinos und Folegandros bis 1617 überlebte und die Insel Tenos den Venezianern bis 1715 gehörte.

## Weitere venezianische Gebiete in der Ägäis
Die Venezianer kontrollierten in der Ägäis noch weitere Inseln als Kolonien, die nicht Teil des Herzogtums oder des Kaiserreichs waren. Sie kauften 1204 Kreta von Bonifatius I. von Montferrat, dem Anführer des Vierten Kreuzzugs, nahmen es zwischen 1207 und 1211 dem Malteser Enrico Pescatpre weg, der die Insel 1206 besetzt hatte, und setzten Jacopo Tiepolo als ersten Herzog ein. Venedig beherrschte ebenso Euböa (Herrschaft von Negroponte), wo es in der Stadt Chalkis eine Handelskolonie unterhielt, sowie verschiedene Häfen auf dem griechischen Festland.

## Liste der Herzöge von Archipelagos

### Dynastie Sanudo
- 1207–1227: Marco I. Sanudo
- 1227–1262: Angelo Sohn
- 1262–1303: Marco II. Sohn
- 1303–1323: Guglielmo I. Sohn
- 1323–1341: Niccolò I. Sohn
- 1341–1361: Giovanni I. Bruder
- 1361–1371: Fiorenza Tochter
- 1371–1383: Niccolò II. dalle Carceri Sohn Fiorenzas aus erster Ehe mit Giovanni dalle Carceri

### Dynastie Crispo
- 1383–1397: Francesco I. Crispo Ehemann Fiorenzas, einer Nichte Giovannis I.
- 1397–1418: Giacomo I. Sohn
- 1419–1437: Giovanni II. Bruder
- 1437–1447: Giacomo II. Sohn
- 1447–1453: Gian Giacomo Sohn
- 1453–1463: Guglielmo II. Bruder Giovannis II.
- 1463–1463: Francesco II. Neffe
- 1463–1480: Giacomo III. Sohn
- 1480–1494: Giovanni III. Bruder
- 1494–1511: Francesco III. Sohn
- 1511–1564: Giovanni IV. Sohn
- 1564–1566: Giacomo IV. Sohn

### Vertreter der Osmanen
- 1566–1579: Joseph Nasi